# Verbesina paniculata
Verbesina paniculata là một loài thực vật có hoa trong họ Cúc. Loài này được Poir. miêu tả khoa học đầu tiên năm 1808.